# 5929 Manzano
5929 Manzano là một tiểu hành tinh vành đai chính với chu kỳ quỹ đạo là 1321.8411970 ngày (3.62 năm).
Nó được phát hiện ngày 14 tháng 12 năm 1974.